# Olderup Sogn
Olderup Sogn (på tysk Kirchspiel Olderup) er et sogn i det sydvestlige Sydslesvig, tidligere i Sønder Gøs Herred (Husum Amt), nu i kommunerne Arlevad og Olderup i Nordfrislands Kreds i delstaten Slesvig-Holsten. 
I Olderup Sogn findes flg. stednavne:
- Arlevad (Arlewatt)
- Arlevadgaard
- Arlevadhede el. Hedehusene
- Arlevadmark
- Grønsil
- Karlskro (Karlskrug)
- Olderup
- Olderup Mark el. Olderupmark